# Korallenmoos

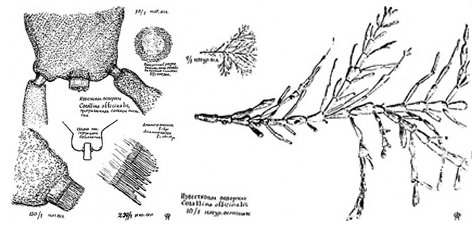
Corallina officinalis Zeichnung von Pawel Florenski

Das Korallenmoos (Corallina officinalis) ist eine Art der Rotalgen.

## Beschreibung
Der Thallus ist durch Kalkeinlagerungen steinhart versteift und steht daher aufrecht auf dem Untergrund. Er ist rosarot mit einer krustenförmigen Basalscheibe. Aus ihr entspringen zwei bis sieben (in Extremfällen bis 12) Zentimeter lange, korallenähnlich gegliederte, steilrunde oder zusammengedrückte Stämmchen. Diese sind gegenständig gefiedert und zwischen 0,5 und 2 Millimeter dick. Die Glieder sind keulenförmig.
Die Nemathecien, spezialisierte Thallusabschnitte, in denen die Fortpflanzungsorgane gebildet werden, sind in die Spitzen der Sprossglieder eingesenkt.
Bei starker Sonnenstrahlung oder nach dem Absterben verblasst die rosarote Färbung und sie sind rein weiß.

## Verbreitung
Das Korallenmoos setzt sich an Steinen und Felsen fest, dabei bevorzugt es brandungsgeschützte Stellen der unteren Gezeitenzone bis 18 Meter Tiefe (in seltenen Fällen bis 29 Meter). Man findet diese Alge aber auch sehr üppig in Gezeitentümpeln, wo sie sich gut entwickeln kann, allerdings nur, wenn diese sich an den atlantischen Küsten, in der Nordsee (um die Insel Helgoland), im Mittelmeer oder in der westlichen Ostsee befinden.

## Verwendung
In einigen europäischen Gegenden wurde Korallenmoos in der Vergangenheit zur Behandlung parasitärer Wurmerkrankungen verwendet. Die Alge enthält unter anderem Pentaasparaginsäure und verschiedene Peptide.

## Trivialnamen
Für das Korallenmoos (wie weitere Tangarten lateinisch früher Corallina) bestehen bzw. bestanden auch die weiteren deutschsprachigen Trivialnamen: Krallen, Meermoos und Wurmmoos.